# Astaena suturalis
Astaena suturalis är en skalbaggsart som beskrevs av Kirsch 1865. Astaena suturalis ingår i släktet Astaena och familjen Melolonthidae. Inga underarter finns listade.